# Route nationale 417 (Italie)
Pour les articles homonymes, voir Route nationale 417 (homonymie).
La route nationale 417 di Caltagirone (SS 417) est une route nationale italienne faisant partie de l'itinéraire Catane - Gela, dont elle constitue l'épine dorsale principale. Elle relie les villes de Gela et Caltagirone, ainsi que les centres connexes, à la ville de Catane.

## Description
La route part de la route nationale 117 bis, en aval de la ville de Caltagirone, près de Niscemi, et se termine par la connexion sur la route nationale 192 à quelques kilomètres de la porte sud de Catane.
L'artère a été créée comme une alternative rapide et prioritaire à la route nationale 385 qui lui est parallèle. Par rapport à cette dernière, elle est structurellement plus large et n'a pas d'accès direct aux zones bâties (par exemple Bivio Mineo ou accès directs au centre de Palagonia).
Compte tenu de sa situation en plaine, elle s'avère être une route très rapide sans virages particulièrement inclinés : malgré cela, au moins à ses débuts, ce fut un tronçon particulièrement dangereux, notamment en raison de la structure des carrefours vers les centres habités, avant son réaménagement par la construction de ronds-points stratégiques, ainsi que des mesures de sécurité périodiques et un nouvel agrandissement ayant eu lieu entre les années 90 et 2000.
Un doublement des voies est prévu d'ici 2023 (à partir du km 33, hauteur de Palagonia, à la fin du rond-point pour Mineo et Raddusa, au km 66,5, à quelques kilomètres avant la connexion de la SS 192) comprenant une restructuration des routes locales parallèles de manière à permettre la réduction du trafic et l'amélioration de la sécurité du tronçon routier.

### Parcours
| di Caltagirone |                                             |      |          |
| Type           | Indication                                  | ↓km↓ | Province |
|                | della Valle del Dittaino                    | 0,0  | CT       |
|                | Quartier de Torremuzza Quartier de Fiumazza |      | CT       |
|                | Contrada Torremuzza Contrada Maddalena      |      | CT       |
|                | Base aérienne de Sigonella                  | 14,6 | CT       |
|                | pour Primosole                              |      | CT       |
|                | pour Scordia                                |      | CT       |
|                | pour Palagonia, Quartier de Iannarello      | 20,1 | CT       |
|                | Palagonia                                   |      | CT       |
|                | pour Palagonia, Ramacca                     | 30,6 | CT       |
|                | pour Mongialino pour Palagonia, Mineo       | 32,6 | CT       |
|                | pour Mineo                                  | 38,6 | CT       |
|                | pour Mineo                                  |      | CT       |
|                | pour Grammichele, Mineo                     | 44,4 | CT       |
|                | Zone industrielle de Caltagirone            | 50,2 | CT       |
|                | Variante di Caltagirone                     |      | CT       |
|                | Bivio Molona Siracusana                     | 55,7 | CT       |
|                | Centrale Sicula                             | 70,2 | CL       |